# Наташа Илић
Nataša Ilić (Novi Sad, 21.juli 1971.) je srpska televizijska voditeljka, autorka i novinarka. Trenutno radi na Radio-televiziji Vojvodine.

## Biografija
Nataša Ilić je rođena u Novom Sadu 21.jula 1971. godine.  Pohađala je nižu muzičku školu “Isidor Bajić” smer harmonika i solfeđo i bila član nagrađivanog kvarteta harmonika. Njeno odrastanje i mladost obeležio je i KUD “Svetozar Marković” gde je igrala folklor, bila deo izvođačkog ansambla sa kojim je obišla svet. Odrastala je uz tamburaše Janike Balaža, koji su vežbali u komšiluku.  Završava KARLOVAČKU GIMNAZIJU (smer Nemački jezik i  književnost) u Sremskim Karlovcima, potom se upisuje na smer Germanistika pri Filozofskom fakultetu u Novom Sadu, koji ne privodi kraju. Želja joj nije bila da se bavi javnim poslom već da bude profesor  i radi sa decom.  Tek mnogo kasnije, upisala je i diplomirala na Fakultetu za menadžment SMER MEDIJI  i završila master akademske studije pri katedri  za  UPRAVLJANJE LJUDSKIM RESURSIMA  Fakulteta  tehničkih nauka FTN Univerziteta u Novom Sadu.  Trenutno živi  i radi u Novom Sadu, udata je za Sinišu Jovanovića i ima kćerku Katarinu iz prvog braka.

## Karijera
1991. - Nataša se kao student, u potrebi za honorarnim poslom, prijavljuje na audiciju za najavljivačice na tadašnjoj Televiziji Novi Sad (koja je tada pripadala JRT mreži)  i nenadano biva primljena.  Od više stotina kandidata, odabrano je samo sedam. Prvi put pred kamere seda u maju kako bi najavila program. U tom periodu je radila priloge za dečiji, dokumentarni, informativni program i počela da “peče zanat” u pravom smislu te reči. Imala je, kako ističe, sreću da uči od najboljih, vrsnih urednika i zanatskih “lavova” kojima je i danas zahvalna.  
Već na jesen iste godine biva prebačena na eksperimentalni program za mlade NS PLUS, u to vreme nešto potpuno novo.  Počela je da se upoznaje sa ozbiljnijim  televizijskim formatima, te je tako prva emisija koju je vodila i uređivala bila ŠARENICA, odmah  potom 1992. i kviz ZNATI KAKO.  Za početnika voditelja bilo je to “vatreno krštenje”, jer složenost formata ipak iziskuje neko iskustvo. Ipak, priliku je iskoristila da uči i napreduje, te je i tu lekciju savladala.
1992. – Dobija zadatak da osmisli i vodi emisiju narodne muzike za NS PLUS. Tada je nastala MUZIČKA KUTIJA  koja je definitivno odredila Natašin put medija i bavljenja ovim poslom, jer je emisija i ona sama postala toliko popularna i gledana, tako da su u vreme emitovanja ulice bile puste.  Broj pisama voditeljki je bio enormno velik, tako da je TV NS obezbedila posebnu prostoriju samo za poštu i poklone (izrađene drvene kutije, izvezene čipke I tapiserije sa natpisom emisije, voditeljke ili nekog pevača…). Popularnost je došla nenadano. Emisija je išla uživo, tako da je prenos preuzeo i RTS satelit, pa su se uključivali gledaoci širom sveta. 
1993. - Dobija poziv od Televizije Beograd (sada RTS) da vodi emisiju TAMO DALEKO za dijasporu.  Iste godine biva angažovana za ulogu voditelja uz Voju Nedeljkovića  tada čuvenog muzičkog festivala MESAM, gde pokazuje svoje urođeno voditeljsko umeće i vladanje scenom, nakon čega je u godinama koje su usledile često angažuju za posebne televizijske prenose, novogodišnje šou programe, festivale…
U periodu do 1997. -  Uporedo sa  MUZIČKOM KUTIJOM, šlifovala  je dikciju i glas radeći na Radio NS, a  svoje uredničko-voditeljsko umeće na brojnim drugim tv projektima poput kviza POKAŽI ŠTA ZNAŠ namenjen deci, SUBOTOM UVEČE kolažnog tipa, čuvenog novogodišnjeg šou programa POMISLI U PONOĆ (doček 1995.)…
Istovremeno kao voditelj radi i za matičnu  TV Novi Sad  NEDELJNA POPODNEVA (u direktnom JRT prenosu),  serijale o bontonu, kuvanju, kozmetici.. Oprobala se u svim vidovima televizijskog novinarstva, ali se polako kristalisalo da  njen senzibilitet najviše odgovara Zabavno-muzičkom programu (što je tadašnji urednički kadar prepoznao pre nje i usmerio je).  
1997. – Nataša dobija i prihvata poziv Željka Mitrovića da pređe na TV Pink ( prvi privatni tv kanal kod nas) da prenese svoju autorsku MUZIČKU KUTIJU, gde je radila do bombardovanja 1999.godine. Interesantno je da je to zapravo bio prvi voditeljski  “transfer” u svetu medija na ovim prostorima.
2000. – Nakon rođenja kćerke Katarine i kraće pauze, vraća se na ekran i prihvata poziv prijatelja i kolega sa NS plus-a koji su se udružili na TV JESENJIN u Novom Sadu, u želji da naprave gledanu regionalnu televiziju, u čemu su kasnije i uspeli.  Nastaje autorska emisija NATAŠIN KOKTEL koja je uspešno u etru bila deceniju.  Istovremeno  Nataša radi i na BN televiziji u Bjeljini NEDELJNO POPODNE.
2003. – Na poziv autorke Erne Perić i Radio-televizije Srbije prihvata i voditeljski angažman za kasnije kultnu emisiju JEDNA PESMA, JEDNA ŽELJA,   koju su  u direktnom prenosu gledali milioni ljudi kako u zemlji, tako i u dijaspori  širom sveta.
2007. –  Direktor GRAND produkcije Saša Popović joj upućuje poziv da vodi emisiju koja se emituje na TV Pink “Grand parada”, koji Nataša prihvata ali se ubrzo odlučuje za naredni  korak.
2010. – Povratak u matičnu medijsku kuću Radio-televiziju Vojvodina, gde je i počela. U okviru svoje autorske emisije NEKA PESMA KAŽE, koju i danas radi,  sarađuje sa Velikim narodnim i Velikim tamburaškim orkestrima RTV-a. 
Bard tamburaške muzike ZVONKO BOGDAN joj je 2022. darovao koncert “u znak poštovanja i zahvalnosti za sve što je uradila za tradiciju ovih prostora kroz svoj autorski rad i emisije svih ovih godina” kako je sam rekao. Doveo je najbojle tamburaše i pevao samo Nataši u njenoj emisiji. Voditeljka je izjavila da joj je, pored svih nagrada koje je dobila u karijeri, ova jedna od najdražih. 
Za svo ovo vreme biva povremeno dodatno angažovana na specijalnim  projektima (novogodišnji program, specijali, direktni prenosi festival…) na  RTRS u Banja Luci,   Happy televiziji i mnogim drugim tv projektim širom regiona.

## Nagrade
- 1994. - 1998. priznanja „Zlatni melos” za najgledaniju emisiju u Srbiji „Muzička kutija” NS Plus i TV Pink
- 1997. -  nagrada publike za omiljeno TV lice u organizaciji TV PINK
- 2002. - 2005. godišnja  priznanja od strane agencije za istraživanje javnog mnjenja  SCAN za prisutnost na listi od deset najuspešnijih novinara u Vojvodini
- 2006. - specijalno godišnje priznanje za prvo mesto na pomenutoj listi od agencije SCAN
- 2007. - godišnja nagrada „Oskar popularnosti” za najgledaniju emisiju zabavnog karaktera „Jedna pesma, jedna želja” RTS
- 2016. –  Estradno-muzička nagrada Srbije u znak priznanja za unapredjenje estradno-muzičke umetnosti od strane SEMUS-a
- 2019. -  ZLATNA PTICA  – posebno priznanje za izuzetan doprinos unapredjenju estradno-muzičke delatnosti i vrhunsku medijsku prezentaciju nacionalne muzike  od Saveza estradno-muzickih umetnika Srbije

- 2020. -  ZLATNA ZNAČKA Kulturno prosvetne zajednice Srbije